# تياغو دي فريتاس
تياغو دي فريتاس (13 أبريل 1987 في البرازيل - ) هو لاعب كرة قدم برازيلي في مركز الوسط. لعب مع نادي فاساس ونادي فوغيريزي 1919 ‏ ونادي ادمونتون وHapoel Rishon LeZion F.C. ‏ و1. FC Lok Stendal ‏ وA.O.T. Alimos F.C. ‏ وPSFC Chernomorets Burgas ‏ ونادي فييرينسي.

## وصلات خارجية
- تياغو دي فريتاس على موقع قاعدة بيانات كرة القدم.إي يو (الإنجليزية)
- تياغو دي فريتاس على موقع Soccerway.com (الإنجليزية)